# ميخائيل لانج
ميخائيل لانج (بالإنجليزية: Michael Lange)‏ هو كاتب أغاني ومنتج أسطوانات ومخرج أمريكي، ولد في 1 مارس 1950.

## وصلات خارجية
- ميخائيل لانج على موقع IMDb (الإنجليزية)
- ميخائيل لانج على موقع قاعدة بيانات الفيلم (الإنجليزية)